# Nușeni
Nușeni è un comune della Romania di 3111 abitanti, ubicato nel distretto di Bistrița-Năsăud, nella regione storica della Transilvania.
Il comune è formato dall'unione di 7 villaggi: Beudiu, Dumbrava, Feleac, Malin, Nușeni, Rusu de Sus, Vița.